# Taos (Novo México)
Taos é uma cidade localizada no estado americano de Novo México, no Condado de Taos. Sua população era de 4 700 habitantes de acordo com o censo demográfico de 2000.
Está localizada próxima ao Pueblo de Taos, que é uma vila de índios nativos americanos que lhe dá seu nome, e também é a cidade sede do Condado de Taos. Seu nome também se refere ao resort de ski próximo à cidade, o Taos Ski Valley.
A palavra "Taos" significa um tipo de madeira vermelha na língua Tiwa.

## Demografia
Segundo o censo americano de 2000, a sua população era de 4700 habitantes.
Em 2006, foi estimada uma população de 5193, um aumento de 493 (10.5%).

## Geografia
De acordo com o United States Census Bureau tem uma área de
13,9 km², dos quais 13,9 km² cobertos por terra e 0,0 km² cobertos por água. Taos localiza-se a aproximadamente 2130 m acima do nível do mar.

## Localidades na vizinhança
O diagrama seguinte representa as localidades num raio de 28 km ao redor de Taos.